# Mordellistena subsquamosa
Mordellistena subsquamosa es una especie de coleóptero de la familia Mordellidae.

## Distribución geográfica
Habita desde Mongolia hasta Turquestán.